# Rajdowe Samochodowe Mistrzostwa Polski 1997
Ten artykuł dotyczy sezonu 1997 Rajdowych Samochodowych Mistrzostw Polski.

## Kalendarz[1]
| Runda | Data               | Nazwa rajdu                 | Baza rajdu            | Nawierzchnia  | Zwycięzca           | Raport |
| 1     | 21-22 lutego       | 11. Zimowy Rajd Dolnośląski | Kłodzko               | śnieg/asfalt  | Krzysztof Hołowczyc | Wyniki |
| 2     | 24-26 kwietnia     | 22. Rajd Krakowski          | Kraków                | asfalt        | Paweł Przybylski    | Wyniki |
| 3     | 15-17 maja         | 25. Rajd Elmot              | Świdnica              | asfalt        | Janusz Kulig        | Wyniki |
| 4     | 12-14 czerwca      | 54. Rajd Polski             | Wrocław               | asfalt        | Janusz Kulig        | Wyniki |
| 5     | 18-20 lipca        | 23. Rajd Kormoran           | Olsztyn               | szuter        | Krzysztof Hołowczyc | Wyniki |
| 6     | 4-6. września      | 29. Rajd Tatr               | Poprad                | asfalt/szuter | Piotr Świeboda      | Wyniki |
| 7     | 19-20 września     | 45. Rajd Wisły              | Wisła                 | asfalt        | Robert Gryczyński   | Wyniki |
| 8     | 9-11. października | 17. Rajd Karkonoski         | Jelenia Góra, Karpacz | asfalt        | Robert Gryczyński   | Wyniki |

## Klasyfikacja generalna kierowców[1][2]
Punkty w klasyfikacji generalnej przyznawano za 10 pierwszych miejsc według systemu: 20-15-12-10-8-6-4-3-2-1. Do końcowych punktacji zaliczano zawodnikom 7 najlepszych wyników. Aby zostać Mistrzem Polski trzeba było być sklasyfikowanym w co najmniej pięciu eliminacjach. 
| Poz. | Kierowca                                           | ZIM | KRA | ELM | POL | KOR | TAT | WIS | KAR | Suma punktów |
| ---- | -------------------------------------------------- | --- | --- | --- | --- | --- | --- | --- | --- | ------------ |
| 1    | Janusz Kulig                                       | 8   | 2   | 1   | 1   | 3   | NU  | 2   |     | 85           |
| 2    | Robert Gryczyński                                  | 2   | 3   | NU  | NU  | 2   | NU  | 1   | 1   | 82           |
| 3    | Piotr Świeboda                                     | 5   | 5   | 3   | 3   | NU  | 1   | NU  | NU  | 60           |
| 4    | Leszek Kuzaj                                       | 4   | 9   | DK  | 4   | 4   | 2   | 3   | NU  | 59           |
| 5    | Jarosław Pineles                                   | 9   | 7   | 2   | 5   | 5   | NU  | 5   | 3   | 57           |
| 6    | Krzysztof Hołowczyc                                | 1   |     |     | 2   | 1   |     |     |     | 55           |
| 7    | Robert Herba                                       | 3   | 4   | NU  |     |     |     | 4   | 2   | 47           |
| 8    | Jerzy Wierzbołowski                                | 27  |     | 9   | 7   | 10  | 5   | 6   | 4   | 31           |
| 9    | Wiesław Stec                                       | 7   | 6   | DK  | 9   | 6   | 4   | 9   | NU  | 30           |
| 10   | Bartłomiej Baniowski                               | 11  | DK  | 4   | 8   | NU  | 3   | NU  | NU  | 25           |
| 11   | Adam Magaczewski                                   | NU  | NU  | 5   | 6   | 8   |     | NU  |     | 17           |
| 12   | Tomasz Kuchar                                      | NU  | 14  | 6   | NU  | 13  | 6   | 13  | 9   | 14           |
| 13   | Wojciech Zaborowski                                | 16  | 10  | NU  | 18  | 11  | NU  | 7   | 5   | 13           |
| 14   | Łukasz Sztuka                                      | 16  | 17  | 7   | NU  | NU  | 7   | 8   | NU  | 11           |
| 15   | Zbigniew Stec                                      | 10  | 8   | NU  | NU  | 7   | NU  | NU  | NU  | 8            |
| 16   | Tomasz Czopik                                      | 24  | 19  | 10  | NU  | 20  | 8   | 28  | 8   | 7            |
| 17   | Jacek Jerschina                                    |     |     | NU  | NU  | NU  |     | 12  | 6   | 6            |
| 18   | Cezary Zaleski                                     | NU  |     | NU  | NU  | NU  |     | 19  | 7   | 4            |
| 19   | Krzysztof Tercjak                                  |     |     | 8   | 19  | NU  |     |     | NU  | 3            |
| 20   | Krzysztof Wołkowyski                               |     | 13  | NU  | NU  | 9   | NU  |     |     | 2            |
| 21   | Marek Skrzypkowski                                 | 22  | 27  | 12  | 22  | NU  | 9   |     | 23  | 2            |
| 22   | Jan Kościuszko                                     | 18  | NU  | NU  | 10  | NU  |     | 10  |     | 2            |
| 23   | Mariusz Ficoń                                      | 19  | 20  | 11  | 17  | 17  | 10  | 21  | 10  | 2            |
|      | Oznaczenia: NU - nie ukończył DK - dyskwalifikacja |     |     |     |     |     |     |     |     |              |

| Kolor     | Opis                   |
| --------- | ---------------------- |
| Złoty     | Zwycięzca              |
| Srebrny   | 2. miejsce             |
| Brązowy   | 3. miejsce             |
| Zielony   | Punktowane miejsce     |
| Niebieski | Ukończył nie punktował |
| Fioletowy | Nie ukończył NU        |
| Czarny    | Wykluczony X           |
| Biały     | Nie wystartował NW     |
| Puste     | Nie brał udziału       |

| Poz. | Kierowca                                           | ZIM | KRA | ELM | POL | KOR | TAT | WIS | KAR | Suma punktów |
| ---- | -------------------------------------------------- | --- | --- | --- | --- | --- | --- | --- | --- | ------------ |
| 1    | Janusz Kulig                                       | 8   | 2   | 1   | 1   | 3   | NU  | 2   |     | 85           |
| 2    | Robert Gryczyński                                  | 2   | 3   | NU  | NU  | 2   | NU  | 1   | 1   | 82           |
| 3    | Piotr Świeboda                                     | 5   | 5   | 3   | 3   | NU  | 1   | NU  | NU  | 60           |
| 4    | Leszek Kuzaj                                       | 4   | 9   | DK  | 4   | 4   | 2   | 3   | NU  | 59           |
| 5    | Jarosław Pineles                                   | 9   | 7   | 2   | 5   | 5   | NU  | 5   | 3   | 57           |
| 6    | Krzysztof Hołowczyc                                | 1   |     |     | 2   | 1   |     |     |     | 55           |
| 7    | Robert Herba                                       | 3   | 4   | NU  |     |     |     | 4   | 2   | 47           |
| 8    | Jerzy Wierzbołowski                                | 27  |     | 9   | 7   | 10  | 5   | 6   | 4   | 31           |
| 9    | Wiesław Stec                                       | 7   | 6   | DK  | 9   | 6   | 4   | 9   | NU  | 30           |
| 10   | Bartłomiej Baniowski                               | 11  | DK  | 4   | 8   | NU  | 3   | NU  | NU  | 25           |
| 11   | Adam Magaczewski                                   | NU  | NU  | 5   | 6   | 8   |     | NU  |     | 17           |
| 12   | Tomasz Kuchar                                      | NU  | 14  | 6   | NU  | 13  | 6   | 13  | 9   | 14           |
| 13   | Wojciech Zaborowski                                | 16  | 10  | NU  | 18  | 11  | NU  | 7   | 5   | 13           |
| 14   | Łukasz Sztuka                                      | 16  | 17  | 7   | NU  | NU  | 7   | 8   | NU  | 11           |
| 15   | Zbigniew Stec                                      | 10  | 8   | NU  | NU  | 7   | NU  | NU  | NU  | 8            |
| 16   | Tomasz Czopik                                      | 24  | 19  | 10  | NU  | 20  | 8   | 28  | 8   | 7            |
| 17   | Jacek Jerschina                                    |     |     | NU  | NU  | NU  |     | 12  | 6   | 6            |
| 18   | Cezary Zaleski                                     | NU  |     | NU  | NU  | NU  |     | 19  | 7   | 4            |
| 19   | Krzysztof Tercjak                                  |     |     | 8   | 19  | NU  |     |     | NU  | 3            |
| 20   | Krzysztof Wołkowyski                               |     | 13  | NU  | NU  | 9   | NU  |     |     | 2            |
| 21   | Marek Skrzypkowski                                 | 22  | 27  | 12  | 22  | NU  | 9   |     | 23  | 2            |
| 22   | Jan Kościuszko                                     | 18  | NU  | NU  | 10  | NU  |     | 10  |     | 2            |
| 23   | Mariusz Ficoń                                      | 19  | 20  | 11  | 17  | 17  | 10  | 21  | 10  | 2            |
|      | Oznaczenia: NU - nie ukończył DK - dyskwalifikacja |     |     |     |     |     |     |     |     |              |

| Kolor     | Opis                   |
| --------- | ---------------------- |
| Złoty     | Zwycięzca              |
| Srebrny   | 2. miejsce             |
| Brązowy   | 3. miejsce             |
| Zielony   | Punktowane miejsce     |
| Niebieski | Ukończył nie punktował |
| Fioletowy | Nie ukończył NU        |
| Czarny    | Wykluczony X           |
| Biały     | Nie wystartował NW     |
| Puste     | Nie brał udziału       |

Pogrubioną czcionką wyróżniono zdobywców tytułów Mistrzów i Wicemistrzów Polski. 

### Grupa N[3]
Grupa N - Samochody turystyczne wyprodukowane w ilości co najmniej 2 500 egzemplarzy w ciągu kolejnych 12 miesięcy. Prawie całkowity zakaz przeróbek mających na celu poprawienie osiągów samochodu. Punkty przyznawano za 6 pierwszych miejsc według systemu: 9-6-4-3-2-1.
| Msc | Kierowca         | Samochód                     | Punkty |
| --- | ---------------- | ---------------------------- | ------ |
| 1   | Leszek Kuzaj     | Mitsubishi Lancer Evo III/IV | 41     |
| 2   | Piotr Świeboda   | Mitsubishi Lancer Evo III    | 39     |
| 3   | Jarosław Pineles | Mitsubishi Lancer Evo III    | 35     |

### Formuła 2[3]
Formuła 2 - Samochody gr. A lub N z napędem na jedną oś, o pojemności skokowej silnika do 2000 cm3, bez turbodoładowania. Do kategorii tej zaliczano też tzw. "kit cars". Punkty przyznawano za 6 pierwszych miejsc według systemu: 9-6-4-3-2-1.
| Msc | Kierowca            | Samochód            | Punkty |
| --- | ------------------- | ------------------- | ------ |
| 1   | Janusz Kulig        | Renault Megane Maxi | 54     |
| 2   | Wojciech Zaborowski | Opel Astra GSi 16V  | 31     |
| 3   | Tomasz Kuchar       | Opel Astra GSi 16V  | 21     |

### Klasa A-8[3]
kl. A-8 - samochody powyżej 2000 cm3
| Msc | Kierowca            | Samochód                         | Punkty |
| --- | ------------------- | -------------------------------- | ------ |
| 1   | Janusz Kulig        | Renault Megane Maxi              | 37     |
| 2   | Robert Gryczyński   | Toyota Celica GT-Four; Turbo 4WD | 34     |
| 3   | Krzysztof Hołowczyc | Subaru Impreza 555               | 24     |

### Klasa A-6[3]
kl. A-6 - samochody do 1600 cm3
| Msc | Kierowca        | Samochód            | Punkty |
| --- | --------------- | ------------------- | ------ |
| 1   | Tomasz Czopik   | Honda Civic VTi     | 49     |
| 2   | Damian Gielata  | Skoda Felicia LX    | 28     |
| 3   | Jacek Jerschina | Peugeot 106 Kit Car | 18     |

### Klasa N-4[3]
kl. N-4 - samochody powyżej 2000 cm3
| Msc | Kierowca         | Samochód                       | Punkty |
| --- | ---------------- | ------------------------------ | ------ |
| 1   | Leszek Kuzaj     | Mitsubishi Lancer Evo III / IV | 41     |
| 2   | Piotr Świeboda   | Mitsubishi Lancer Evo III      | 39     |
| 3   | Jarosław Pineles | Mitsubishi Lancer Evo III      | 35     |

### Klasa N-3[3]
kl. N-3 - samochody do 2000 cm3
| Msc | Kierowca            | Samochód            | Punkty |
| --- | ------------------- | ------------------- | ------ |
| 1   | Wojciech Zaborowski | Opel Astra GSi 16V  | 37     |
| 2   | Tomasz Kuchar       | Opel Astra GSi 16V  | 36     |
| 3   | Tomasz Ratajczyk    | Volkswagen Golf GTi | 31     |

### Puchar Cinquecento Abarth / klasa A-PCA[3]
kl. A-PCA - Puchar Cinquecento Abarth - samochody Fiat Cinquecento Abarth gr. A przygotowane z wykorzystaniem zestawu ("kitu") firmy Abarth.
| Msc | Kierowca           | Samochód                | Punkty |
| --- | ------------------ | ----------------------- | ------ |
| 1   | Mariusz Ficoń      | Fiat Cinquecento Abarth | 36     |
| 2   | Marek Skrzypkowski | Fiat Cinquecento Abarth | 18     |
| 3   | Jan Chudzikiewicz  | Fiat Cinquecento Abarth | 17     |

### Klasa N-PCS[3]
Puchar Cinquecento Sporting - samochody Fiat Cinquecento Sporting gr. N. 
| Msc | Kierowca        | Samochód                  | Punkty |
| --- | --------------- | ------------------------- | ------ |
| 1   | Jacek Sikora    | Fiat Cinquecento Sporting | 36     |
| 2   | Marcin Turski   | Fiat Cinquecento Sporting | 26     |
| 3   | Wojciech Musiał | Fiat Cinquecento Sporting | 15     |

### Puchar Cinquecento Sporting[3]
W Pucharze Cinquecento Sporting punktacja obejmowała 25 pierwszych miejsc wg systemu 35-30-26-23-21-20-19 itd. Do końcowych punktacji zaliczano zawodnikom 7 najlepszych wyników.
| Msc | Kierowca       | Samochód                  | Punkty |
| --- | -------------- | ------------------------- | ------ |
| 1   | Marcin Turski  | Fiat Cinquecento Sporting | 142    |
| 2   | Jacek Sikora   | Fiat Cinquecento Sporting | 140    |
| 3   | Grzegorz Grzyb | Fiat Cinquecento Sporting | 115    |